# Glossário do vinho
Esta é uma lista de verbetes relacionados com o vinho, sua história, produção e comercialização.

## A
- Abocado - significa doce, e a etnologia da palavra é italiana (abbocato).

- Abrir - um vinho aberto é aquele que realçou suas características, após certo tempo de abertura da garrafa.

- Acerbo - ácido, verde.

- Acidez - a acidez é aquela sensação de frescor agradavél que nos faz salivar, oriunda dos ácidos presentes no vinho. É fundamental para a vida e durabilidade do vinho. Vinhos refrescantes tem um elevado valor de acidez, enquanto aqueles de sabores considerados fracos e insonsos menores.[1][2]

- Acidez fixa - compreende ácidos encontrados nas uvas e os produzidos durante a fermentação.

- Acidez total - é a combinação de acidez fixa com a acidez volátil.

- Acidez volátil -  designação dos ácidos destiláveis vapor presentes no vinho, principalmente ácido acético, mas também ácido fórmico, butírico, e propiónico. O acetato de etilo, apesar de não de um ácido, também é habitualmente incluído nesta classe de compostos, por apresentar um cheiro desagradável a verniz das unhas, a concentrações acima de 200 mg/L. O nível médio de ácido acético num novo vinho de mesa seco é inferior a 400 mg / L, embora os níveis podem variar desde valores indetectáveis até 3 g / L. Na Europa o limite legal da acidez volátil é de 1.2 g/L para vinhos de mesa. O excesso de acidez volátil foi durante muito tempo um factor irreversível de desvalorização do vinho. Atualmente, no entanto, a combinação de nanofiltração com electrodiálise permite eliminar de forma selectiva o excesso de acidez volátil.[3]

- Adamado - especial para mulheres, damas. É o vinho suave e doce.

- Appellation - Região vinícola geograficamente delimitada.

- Appellation d'origine contrôlée ou AOC - é a Denominação de Origem utilizada na França (equivale à Denominação de Origem Controlada (DOC) de Portugal). Considera a localização geográfica da produção de certas culturas como vinhos, queijos, manteiga e outros produtos agrícolas.

- Appellation d'origine vin délimité de qualité supérieure, AOVDQS ou VDQS - é a denominação para "Vinhos Delimitados de Qualidade Superior", a segunda mais alta categoria de vinhos da França, abaixo apenas do AOC (Appellation d'Origine Contrôlée) e acima daqueles conhecidos como Vin-de-Pays (VdP ou vinho regional).

- Assemblage -  é a mistura de diferentes tipos de uva no processo de produção de um vinho, ao contrário do que ocorre com os varietais, nos quais se utiliza uma única cepa.

## B
- Blanc de blancs - vinho branco feito a partir de uvas brancas.
- Blanc de noirs - vinho branco feito a partir de uvas tintas.
- Bodega - mesmo que vinícola em espanhol.
- Botrytis cinerea - é o fungo que causa a podridão nobre nas vinhas.
- Bouchonnée - defeito no vinho, quando apresenta odor de rolha (bouchon, em francês) devido a um fungo (Tricloroanisole ou TCA), que eventualmente se desenvolve na cortiça.
- Brut- termo usado para espumantes muito secos

## C
- Casta - espécie de videira que produziu as uvas que compoem o mosto originário de um vinho.
- Claret - termo usado para identificar vinhos tintos de Bordeaux na Inglaterra.
- Corte - mistura de dois ou mais vinhos.[4]
- Cru - Cru é um termo francês para denominar um vinhedo específico ou zona delimitada (terroir) onde é produzido um vinho de características particulares e originais.
- Cru bourgeois -
- Cru classé -

## D
- Denominação de Origem Controlada ou DOC -  é a denominação utilizada para certificar vinhos, queijos, manteigas e outros produtos agrícolas portugueses. É atribuída a produtos produzidos em regiões geograficamente delimitadas, que cumprem um conjunto de regras consignadas em legislação própria.

## E
- Enologia - é a ciência que estuda todos os aspectos relativos ao vinho, desde o plantio, escolha do solo, vindima, produção, envelhecimento, engarrafamento, venda, etc.
- Escanção -  é um profissional especializado, encarregado em conhecer o vinhos e de todos os assuntos relacionados ao serviço deste. Cuida da compra, armazenamento e rotação de adegas e elabora cartas de vinho em restaurantes.

## F
- Flute - taça estreita e alta, usada para beber champagne. Favorece a persistência da espuma e do perlage.

## M
- Micro-oxigenação - é uma técnica que começou a ser usada entre 1985 e 1990 como alternativa ao envelhecimento do vinho em barris.
- Mosto - designação atribuida ao vinho antes da fermentação.

## P
- Podridão nobre - é a consequência positiva do aparecimento nas vinhas de um fungo chamado Botrytis cinerea.
- Premier cru -

## T
- Tanino -  substância natural de sabor adstringente encontrada no vinho. É um elemento importante da estrutura dos vinhos tintos.
- Terroir - é um termo de origem francesa (pronúncia: terroar), que significa uma extensão limitada de terra considerada e suas aptidões à produção vitícola. O termo pode ser aplicado a outros produtos agrícolas.

## S
- Sommelier é um profissional especializado, encarregado em conhecer o vinhos e de todos os assuntos relacionados ao serviço deste. Cuida da compra, armazenamento e rotação de adegas e elabora cartas de vinho em restaurantes.

## V
- Varietal - vinho produzido com praticamente um único tipo de uva. São considerados varietais os vinhos que contém mais de 85% de uma uva principal.
- Vinho de mesa - classificação dada aos vinhos que possuem graduação alcoólica de 10 a 13 °GL, para tintos, rosés ou brancos.